# ریو اوکادا
ریو اوکادا (انگلیسی: Ryu Okada؛ زادهٔ ۱۰ آوریل ۱۹۸۴) بازیکن فوتبال اهل ژاپن است.
از باشگاه‌هایی که در آن بازی کرده‌است می‌توان به باشگاه فوتبال جوبیلو ایواتا و باشگاه فوتبال آویسپا فوکوئوکا اشاره کرد.